# Pillars (Album)
Pillars ist ein Musikalbum von Tyshawn Sorey. Die am 30. und 31. Juli 2017 in Hartford, Connecticut, entstandenen Aufnahmen erschienen am 12. Oktober 2018 auf Firehouse 12 Records.

## Hintergrund
Über ein Jahrzehnt zuvor hatte Tyshawn Sorey, damals vor allem als aufstrebender Jazz-Schlagzeuger bekannt, mitgeteilt, dass er nicht die Absicht habe, sich an die Regeln zu halten. „Die übliche Erwartung an eine Aufnahme von Kompositionen eines Schlagzeugers ist, dass das Schlagzeug durchgehend im Vordergrund steht“, schrieb Sorey in den Liner Notes zu seinem strengen, herausfordernden Doppelalbum That/Not aus dem Jahr 2007. „Dieses Album widerspricht dieser Vorstellung.“ Er fuhr fort: „Der technische Aspekt der Musik ist nebensächlich.“ Rückblickend habe Sorey – der auch Posaune und Klavier spielt und 2017 einen MacArthur „Genius Grant“ gewann – ein Manifest für seine Karriere als Komponist und Bandleader geschrieben, urteilte Mike Borella (Avant Music News). Dies habe er mit Pillars weiter umgesetzt. Pillars konzipierte Sorey 2010 als „zweiten Teil“ seines 2009 veröffentlichten Werks Koan. Es basierte zunächst auf einem fünfköpfigen Ensemble, bevor es sich zu der aktuellen Version entwickelte, an der ein Ensemble aus acht Musikern beteiligt ist.
Der Schlagzeuger und Komponist stellte für sein Album Pillars ein Oktett mit drei bzw. vier Bassisten zusammen. Wie Sorey als Leiter der Session, der auch dirigiert, spielen die meisten Musiker mehr als ein Instrument, wobei die Palette vom Bekannten (Posaune, Trompete, Gitarre, Kontrabass) bis zum Exotischen (Melodika, Althorn und tibetisches Dungchen) reicht. Stephen Haynes, Joe Morris und Mark Helias sind einige der bemerkenswerten Mitglieder des hier versammelten Oktetts. Die Gruppe spielt jedoch selten als Einheit, sondern häufiger in Teilbesetzungen oder in Form von Solos. Jede der drei CDs enthält jeweils ein einzelnes Werk. Auszüge dieses Werkzyklus erschienen im Oktober 2018 auf der Doppel-LP Pillars IV; aus fast vier Stunden Musik, verteilt auf drei CDs, wurden etwa neunzig Minuten für eine Doppel-Vinyl-Version ausgewählt, die der Musiker selbst als „ein alternatives Hörerlebnis“ definiert.
In vielen Momenten der drei langen, episodischen Stücke des Albums sind kleinere Untergruppen zu hören, Zum Beispiel Sorey in einem seltenen Moment am konventionellen Schlagzeug und Akustikgitarrist Todd Neufeld in einem gelassenen, intimen Duo zu Beginn von „Part I“; oder die Bassisten Mark Helias und Zach Rowden in einem gesprächigen, sehr einfühlsamen Dialog zu Beginn von „Part II“. Manchmal ist ein einzelner Spieler ohne Begleitung zu hören, wie in einem packenden Abschnitt von „Part III“, wo Posaunist Ben Gerstein gedämpfte, hauchige Phrasen spielt, die von Stille unterbrochen werden, notierte Hank Shteamer. Teile von Pillars klängen vorgeplant: der langgezogene Snare-Drum-Wirbel, der das Album eröffnet, das repetitive Bass- und Gitarrenmuster, mit dem „Part III“ beginnt.
Pillars wurde durch die Unterstützung von Real Art Ways in Hartford, Connecticut, wo dieses Werk uraufgeführt wurde, und der Shifting Foundation ermöglicht.

## Titelliste
- Tyshawn Sorey: Pillars (Firehouse 12 Records – FH12-01-02-028)[4]

1. Pillars I 1:17:15
2. Pillars II 1:15:02
3. Pillars III 1:18:02

Die Kompositionen stammen von Tyshawn Sorey.

## Rezeption

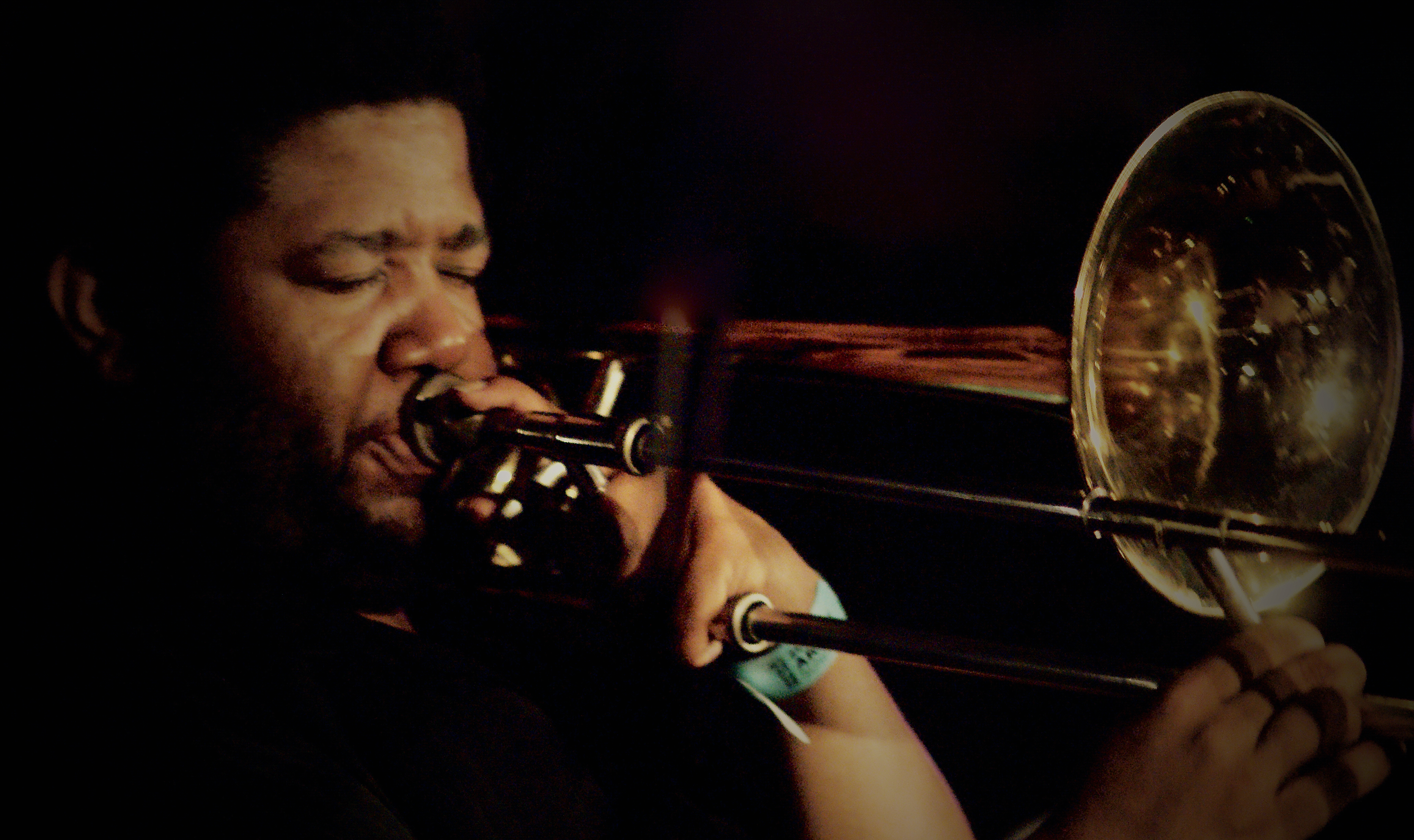
Posaunist Ben Gerstein (2011)

Nach Ansicht von Karl Ackermann, der das Album in All About Jazz rezensierte, hat sich Tyshawn Soreys musikalische Karriere stetig vom Jazz entfernt und sich neuer Musik in verschiedenen Formen zugewandt. Schon das Vorgängeralbum Verisimilitude (Pi Recordings, 2017) sei geprägt von einer Reihe von Texturen, die eine düstere Stimmung erzeugen. Pillars markiere einen weiteren Aufbruch für den Komponisten und Multiinstrumentalisten; ein Werk, das sich jeder Kategorisierung entziehe. In seiner besten Form verbinde Pillars diesen Sinn für Abenteuer mit improvisierten Melodien und geheimnisvoller Leere. Die Ergebnisse seien brillant und wirklich einzigartig.
Soreys individualistische Ader würde ihren jüngsten Höhepunkt auf Pillars erreichen, einem weitläufigen, geheimnisvollen und mitunter spannenden Drei-CD-Album mit einer Laufzeit von fast vier Stunden, meinte Hank Shteamer im Rolling Stone, der das Album mit dreieinhalb von fünf Sternen bewertete. Höhepunkte des Albums seien selten, doch wenn sie eintreten, täten sie es mit fast übernatürlicher Kraft. „Part II“ ende mit Nebelhornstößen und tiefen, perkussiven Schlägen, die „wie geisterhafte Nachhallgeräusche eines Unterwasserschiffswracks klingen“. Eine ähnliche Passage tauche in „Part III“ auf, wobei klingelnde Glöckchen die überirdische Klangpalette betonen. Gegen Ende von „Part III“ würden sich heulende Blechbläser, glitschige Elektronik (beigetragen von Carl Testa, einem weiteren Bassisten der Gruppe), kratzende E-Gitarre und dröhnende Perkussion zu „einem unheimlichen Klangexorzismus“ vermischen. Momente wie dieser scheinen wenig mit Jazz, zeitgenössischer Klassik, Drone oder Noise zu tun zu haben, obwohl sie einen aufgeschlossenen Fan all dieser Stile wahrscheinlich ansprechen würden. Die Art-Metal-Horrorlandschaften einer Gruppe wie Sunn O))) oder die basslastigen Ensembles des verstorbenen Avantgarde-Trompeters und Komponisten Bill Dixon könnten bessere Referenzpunkte sein.
Pillars sei ein anspruchsvolles Werk, sowohl für den Zuhörer als auch für die Produzenten, das sich in das Repertoire von Tyshawn Sorey einfüge, wie immer in dialektischer Spannung zwischen Jazz und zeitgenössischer klassischer Musik, zwischen Komposition und Improvisation, schrieb Giuseppe Segala (All About Jazz). Angesichts des Umfangs werde der Hörer sicherlich nicht in eine globale Rezeption des Werkes eintauchen. Das fragmentarische Hören werde sicherlich durch die Abfolge der aufeinander aufgepfropften Episoden begünstigt, wodurch sich die instrumentale Dosierung und damit die Dichte, die Anziehungskraft jeder Episode, die Ausdrucksbedeutung und die Klangfarbe ändern.

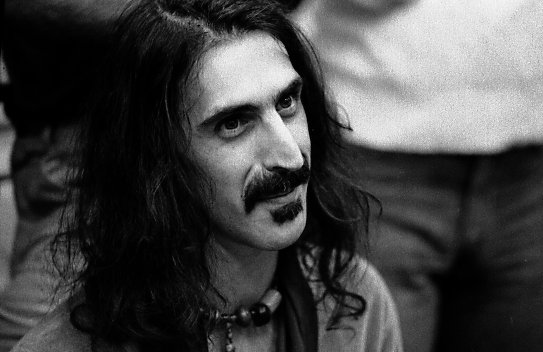
Frank Zappa (1977)

In Soreys Werk finde eine kohärente und tiefgreifende Entwicklung der Dialektik zwischen Strenge und Freiheit sowie der Beziehung zwischen verschiedenen Musikkulturen statt, so Segala weiter. Seine Bezugspunkte seien neben dem bereits erwähnten Dixon große Experimentalisten und Freigeister wie Roscoe Mitchell (mit dem der Schlagzeuger und Multiinstrumentalist im Duo und Trio aufgenommen hat), Anthony Braxton, Butch Morris und George Lewis. Er selbst würde Frank Zappa als eine seiner Inspirationen nennen. Sorey sei ein Musiker, dem man in seinen überbordenden Facetten aufmerksam folgen sollte.